# Beurré précoce Morettini
Pour les articles homonymes, voir Morettini.
La Beurré précoce Morettini est une variété de poire.

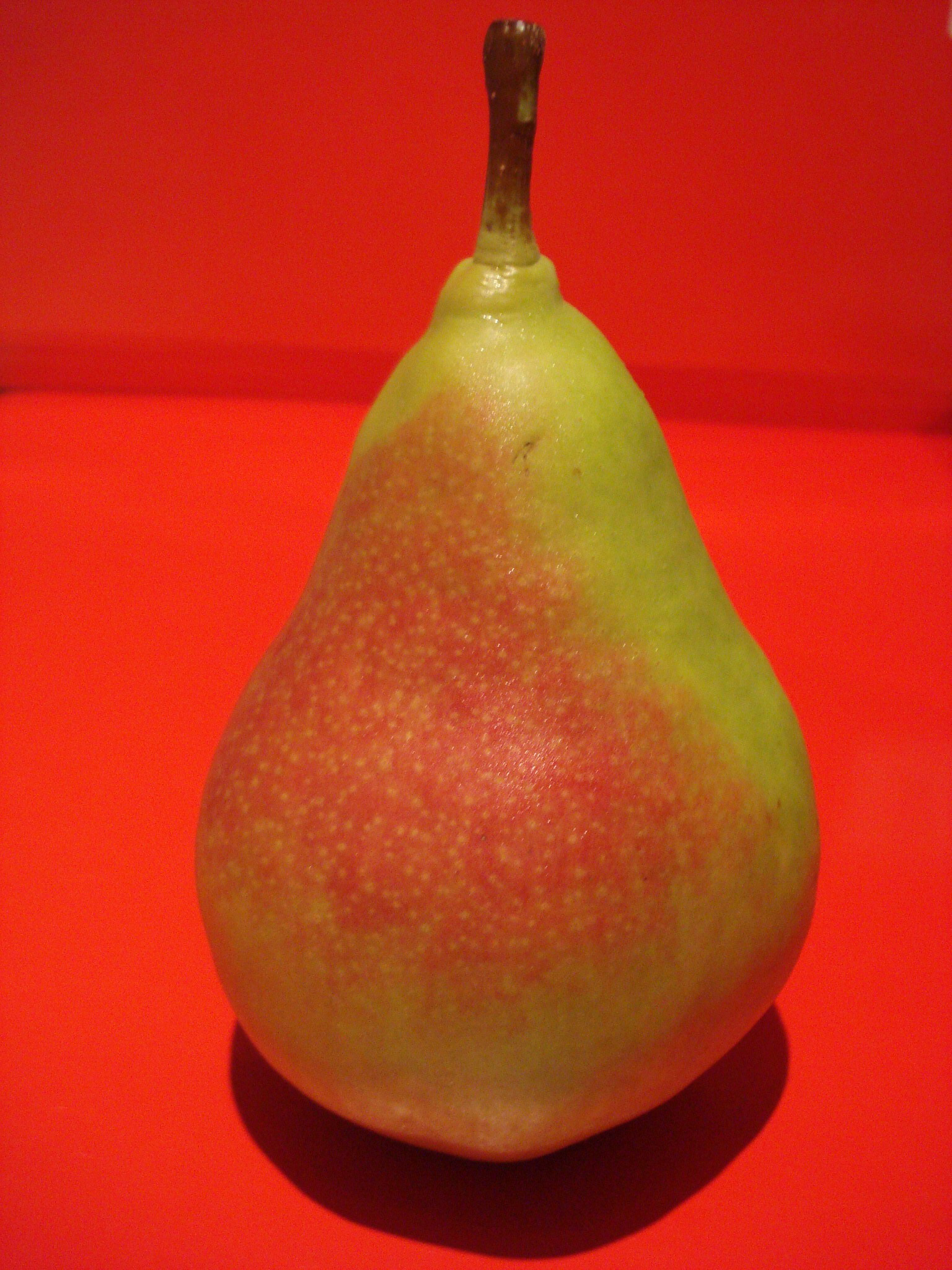
Beurré précoce Morettini.

## Synonymes
- Précoce Morettini.
- Beurré Précoce Morettini.
- Butirra Precoce Morettini[1].

## Origine
Issue d'un croisement entre Bartlett x Coscia, la variété est obtenue par Morettini en 1956, en Italie.

## Arbre
Le poirier est considéré comme précoce (2 semaines plus tôt que Bartlett).

## Fruit
Avec l'épiderme jaune, le fruit présente une  chair blanche juteuse. Le fruit rougit à l'insolation.

## Appréciation générale
C'est une des meilleures poires précoces, bien sucrée, parfumée.

#### Ouvrages
- André Leroy, « Dictionnaire de Pomologie », Poires, tomes  I et II, Imprimeries Lachaire à Angers.
- Henri Kessler, « Pomologie illustrée », Poires, Imprimeries de la Fédération S.A, Berne, 1949.

ISBN : ?
- Georges Delbard, « Les Beaux fruits de France d’hier », Delbard, Paris, 1993,  (ISBN 2-950-80110-2)
.
- Kesler, Pomologie illustrée, 1949, Poires. Lire en ligne sur Lescrets pomologie.

#### Revues et publications
- Revue « Fruits Oubliés », no 54.